# 周文亮
周文亮（英語：Raymond Chow Man Leung），香港商人，現任晨曦體育會會長，亦是該會班主之一。周文亮是晨曦球會中最經常接受傳媒訪問的高層之一，時常妙於連珠。他早年畢業於福德學校。

## 外部連結
- 周文亮滿意球員夠拼搏(蘋果日報)（页面存档备份，存于）
- 晨曦體育會有限公司(hkfa)（页面存档备份，存于）